# Московский водопровод

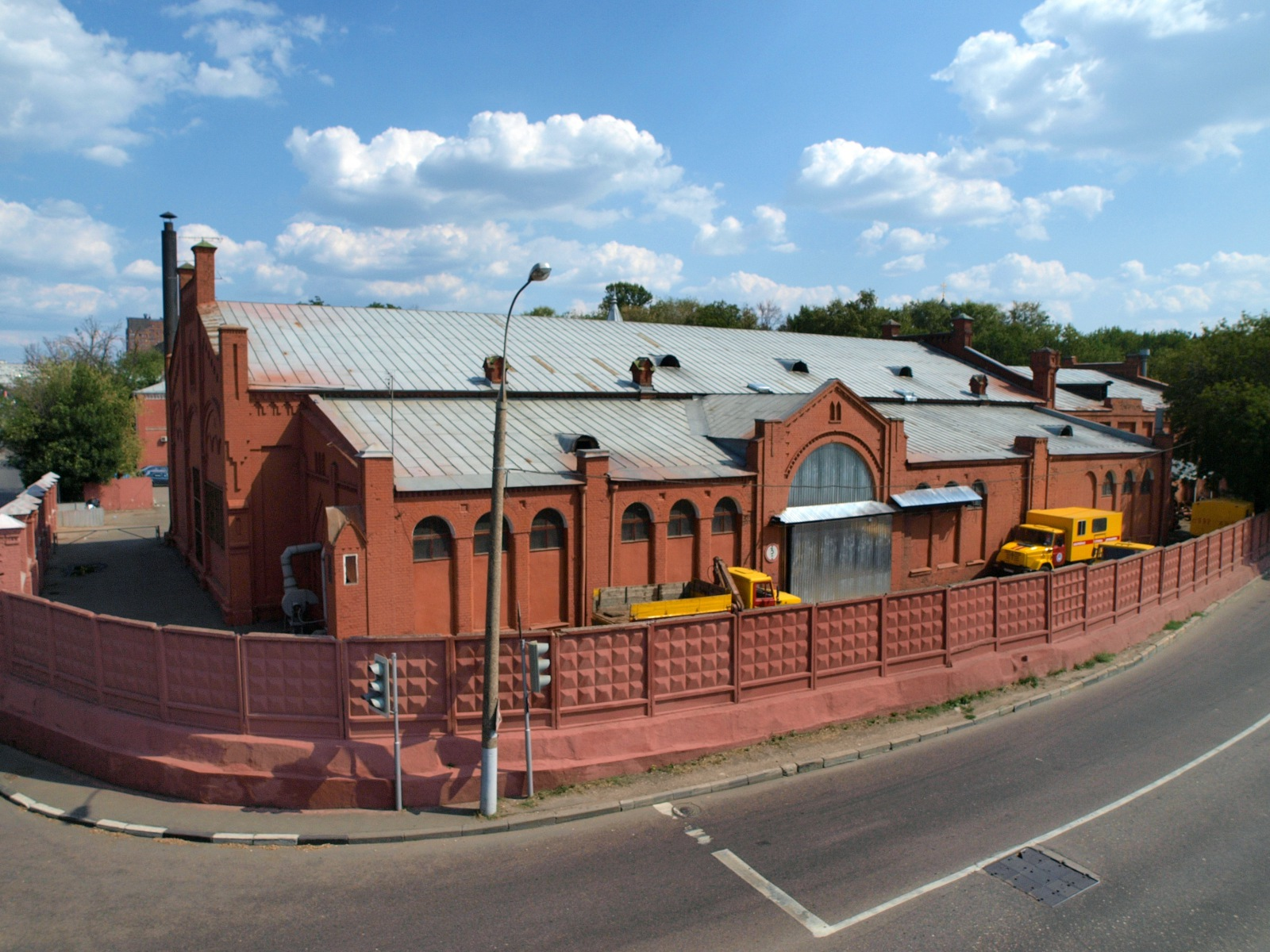
Музей воды в Москве на Крутицкой улице, 2010

Московский водопровод — система снабжения Москвы питьевой водой, старейшее инженерное сооружение столицы. Официальной датой появления считается 1779 год, когда Екатерина II издала указ о создании первого московского водопровода, подводящего в город воду из Мытищинских источников. Со времён Ивана Калиты в Москве существовали системы забора и распределения воды, но они не имели городского статуса и обеспечивали преимущественно Кремль. Жители Москвы брали воду из неглубоких колодцев, которых к концу XVIII века было 4813, а также из рек и прудов.
С XVIII века началось развитие центрального городского водоснабжения — за Мытищинским водопроводом последовал Москворецкий, оба неоднократно расширялись и достраивались. В 1937 году с открытием канала имени Москвы в столицу была подведена волжская вода. В настоящее время московский водопровод входит в состав ОАО «Мосводоканал».

## XII—XV века

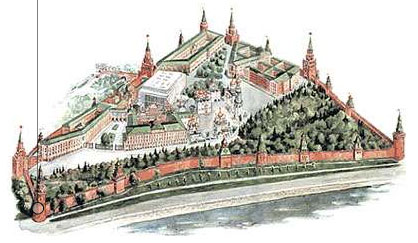
Водовзводная башня на карте Кремля

### Ранние водопроводы
Простые способы водоснабжения были знакомы русским людям с древних времён, уже в XII веке существовали самотёчные водопроводы и водостоки. В Москве первый водопровод построили уже во времена Ивана Калиты. В Кремле располагался тайный колодец, вода в него подводилась по деревянным трубам и поднималась с помощью ступального колодца — большого колеса, которое крутили мужики, наступая на широкие перекладины. В 1367 году, когда Дмитрий Донской велел обнести Кремль каменной стеной с башнями, по бывшему рву Ивана Калиты была проложена труба для стока «нечистой воды» длиной около 200 погонных метров. По летописным данным, в 1382 году горожане защищали городские стены, поливая осаждающих Москву татар Тохтамыша кипятком.

## XV—XVI века

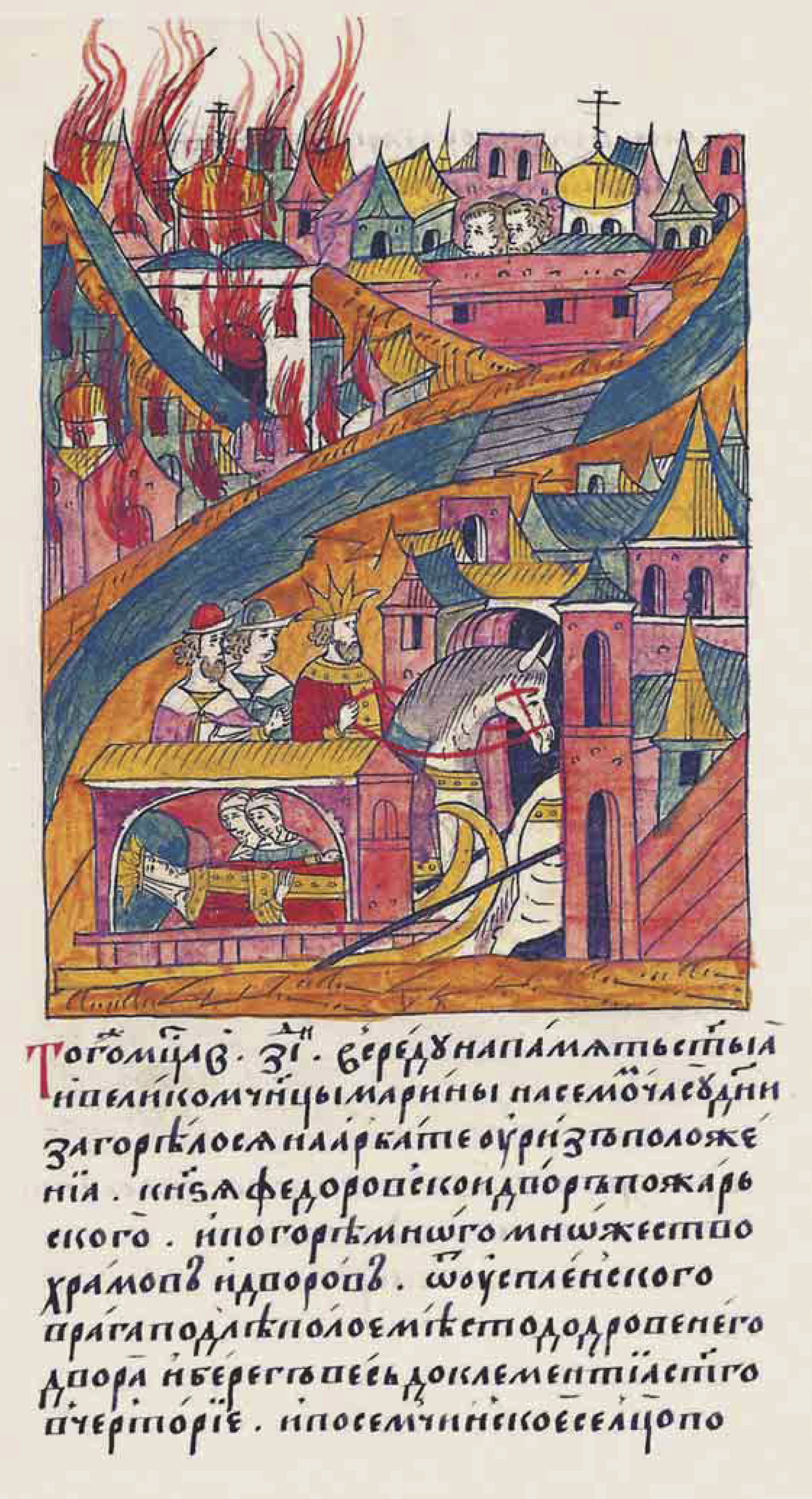
Московский пожар 1560 года. Лицевой летописный свод, XVI век

### Первый Кремлёвский водопровод
В 1492 году Иван III повелел построить первый самотёчный водопровод, который начинался от родника в основании Арсенальной башни. По проекту Петра Фрязина были устроены на «основаниях каменных водныя течи, яки реки, текущие через весь Кремль-град осадного ради сидения». Вода поступала из родника под Собакиной башней и самотёком шла по подземной кирпичной трубе к Троицкой башне. Ключ в подземелье Арсенальной башни был такой силы, что в 1894 году во время исследовательских работ под руководством Николая Щербатова при попытке откачки горизонт воды не смогли понизить даже помпой в 250 мм. 24 марта 1935 года при раскопках башенного подземелья под руководством археолога Игнатия Стеллецкого вода из родника затопила всё расчищенное пространство, но полностью сошла через две недели. Данные о судьбе родника противоречивы: по одной информации, он исчез в конце XIX века после прокладки канализационного коллектора вблизи башни, по другой — существует до сих пор.
Первые гидротехнические сооружения появились вокруг Кремля в начале XVI века. В 1508 году Василий III повелел Алевизу Фрязину построить «вкруг града Москвы» каменный ров и починить кирпичные пруды. Алевизов ров проходил через Красную площадь и был 541 м длиной, 36,4 м шириной и 8,5 м глубиной, а напротив Константиновской башни его глубина составляла 13 м. Вода для этого рва бралась из Неглинной реки и удерживалась шлюзами.
В XVI веке Москва была крупнейшим городом в Европе, поэтому вопрос её водоснабжения был очень важен. Столица страдала от разрушительных пожаров — только за 1537 год Москва горела трижды, а при пожаре 21 июня взорвались погреба с порохом, были разрушены соборы и царские палаты. Позднее, в 1626 и 1629 годах выгорели весь Кремль, Китай-город и большая часть центра.

## XVII век

### Второй Кремлёвский водопровод
В XVII веке на Руси самым распространённым способом водоснабжения городов были тайники: обычно в основании крепостной башни устраивался колодец, в который вода подводилась по деревянным трубам из ближайшего источника или реки. Тайники предназначались для обороны в случае осады, но из них невозможно было быстро забирать воду для тушения пожаров и часто эти конструкции выгорали вместе с городом.
В XVII веке водоснабжение Москвы принимает ещё более важное экономическое значение — в Кремле находились пивоварня, квасоварня, браговарня, медоварня и подобные заведения, мастерские (где трудилось более 300 наёмных мастеров), бочарная, воскобойня, прачечная, бани, конюшня на 150 лошадей — и для всех работ требовалась вода. Её доставляли на лошадях — были распространены специальные водовозные телеги и бочки, которые устанавливались на площадях. Доставка воды на крутой Кремлёвский холм стоила дорого, в 1626 году за подъём четырёх бочек платили 3 алтына.
Второй Кремлёвский водопровод построили при царе Михаиле Фёдоровиче в 1633 году по совместному проекту англичанина Христофора Галовея и русских мастеров Антипа Константинова и Трефила Шарутина. В 1532 году в Лондоне Пётр Морис построил водяное колесо с вертикальными насосами, но Кремлёвский водопровод Галовея был ещё более совершенным — вода поднималась на большую высоту (35-40 м), а его система устраняла опасность гидравлических ударов. Вода для этого водопровода бралась из Москва-реки, самотёком поступала в колодец диаметром 4 м и шириной 5-6 м на нижнем этаже Свибловой башни и оттуда подавалась при помощи подъёмной машины, так башня получила своё современное название — Водовзводная. Из колодца в Водовзводной башне вода поступала в выложенный свинцом напорный резервуар, а оттуда по свинцовым трубам диаметром 50-63 мм поступала в Сытный, Кормовой, Хлебенный, Конюшенный и Потешный дворцы Кремля, а также в мастерские и Набережные сады Запасного дворца.
О природе подъёмной машины существуют два мнения. Согласно первому, она приводилась в движение с помощью конского рушального колеса (кругового топчака), которое широко применялось в Англии ещё в конце XIV века, но к XVI уже выходило из употребления. Такое устройство должно было помещаться под колодцем и представляло опасность загрязнения из-за помещения рабочих животных в непосредственной близости к воде. Маловероятно, что Галовей установил бы устаревшую конструкцию, к тому же по свидетельствам иностранцев «водоподъёмная машина стоила несколько бочек золота». Согласно второй версии, вода поднималась с помощью водильного или манежного конского привода — устройства радиусом семь метров, которое могло быть размещено только вне башни. Тому есть несколько свидетельств: например, на гравюре Кремля Петра Пикара, датированной до 1715 года, к Водовзводной башне примыкает большое здание нежилого типа, которое могло служить помещением для водильного привода. В плане Москвы Олеария в том же месте изображено круглое сооружение с подписью «водопровод».
Кремлёвский водопровод неоднократно достраивали и улучшали разные специалисты — например, мастер водозводного дела Иван Ерохов, который в 1681 году обустраивал бани Измайловского дворца; в 1684 мастер Галахтионко Никитин расширил кремлёвскую сеть на три дворца и конюшни. Для увеличения напора к 1687 году в Кремле были построены водозводные палатка, чердак, лари и фонтаны. Будучи построен раньше, чем во многих европейских городах, водопровод в Кремле подавал около 4 тысяч вёдер воды в сутки (50 м³) и за несколько десятилетий развился в сложную систему с водонапорами, запасными резервуарами, разветвлённой сетью трубопровода и уличными водоразборами. Кремлёвский водопровод функционировал чуть больше века, пока не был разрушен пожаром 1737 года.

## XIX век

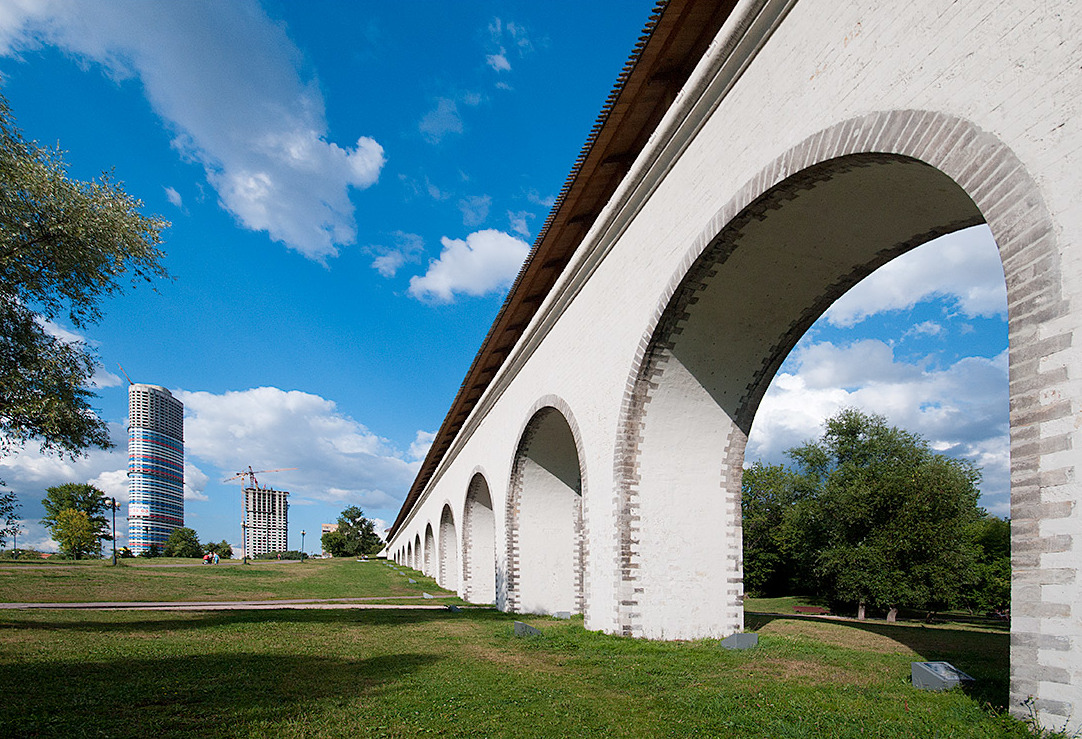
Ростокинский акведук Мытищинского водопровода, 2013

### Мытищинский водопровод
Мытищинский водопровод стал первым в Москве и в России, он был спроектирован по указу Екатерины II военным инженером Фридрихом Бауэром в 1778 году и проведён в Москву от ключевых источников Мытищ в 1779—1804 годах. Из-за отсутствия у строителей опыта сооружения подобных систем, при проектировании Мытищинского водопровода были допущены ошибки и его приходилось постоянно реконструировать, а чтобы удовлетворить потребность в воде постоянно растущей столицы — достраивать и расширять. По расчётам Бауэра, подача воды должна была составить 300 тыс. вёдер в сутки, к 1858 году её довели до 500 тыс. вёдер, к 1892 — до 1,5 млн. Максимум Мытищинского водопровода был достигнут к 1903 году, когда потребление из сети составляло до 4 млн вёдер. К тому моменту Мытищинские ключи «надорвались» и отдача воды из них существенно снизилась, ухудшился её состав и выросла жёсткость, река Яуза обмелела. Столице срочно требовался новый источник питьевой воды, за неимением альтернатив им выбрали Москва-реку. В столицу вода из Мытищинских ключей подавалась до 1962 года, к тому моменту от построенного при Екатерине II водопровода практически ничего не осталось. Памятником этому сооружению сохранился только Ростокинский акведук, Никольский и Петровский фонтаны.

### Первый москворецкий водопровод
В 1850 году были начаты работы по устройству двух водопроводов, забиравших воду из Москвы-реки. Первый из них шёл от Бабьегородской плотины к фонтанам на Арбатской площади и у сада 4-й гимназии (бывший дом Пашкова), на Трубной площади, а также к водоразборным колодцам у Пречистенских и Петровских ворот. Второй шёл от Краснохолмской плотины к фонтанам на Зацепской, Серпуховской, Калужской, Полянской площадях и на Пятницкой улице. Несмотря на строительство, водоснабжения было недостаточно; зимой водопроводы замерзали.

### Использование артезианских колодцев
В течение 1867—1888 годов были устроены ещё четыре водопровода: Преображенский, Андреевский (где сейчас площадь Гагарина), Ходынский и Артезианский, бравшие воду из артезианских колодцев.

### Новый москворецкий водопровод

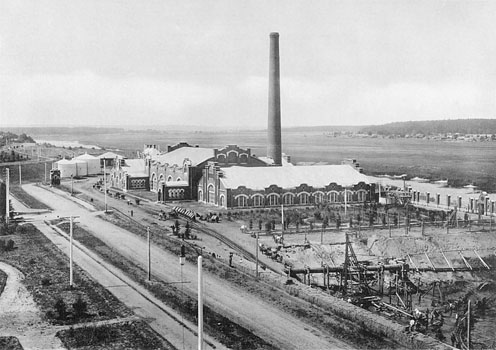
Машинное здание Рублёвской насосной станции, 1913 год

Новый москворецкий водопровод был построен по проекту Николая Зимина в две очереди: в 1900—1908 и 1908—1912 годах, запущен в 1903 году. Он был проложен от Рублёва, где Москва-река была наиболее чистой и соединён с сетью Мытищинского водопровода, впоследствии значительно расширен при реализации плана обводнения Москвы. На Рублёвском гидроузле Москворецкого водопровода впервые в России были установлены предварительные фильтры, тогда качество воды было признано одним из лучших в мире. Москворецкий водопровод значительно выигрывал у Мытищинского за счёт целостности, он изначально был спроектирован с учётом предыдущего опыта и ошибок, а также учитывал динамику роста города и увеличения потребностей в воде.
Основной проблемой Москворецкого водопровода стал водный режим Москвы-реки — как и большинство других рек европейской части России, она более чем наполовину питается снегом. В связи с этим уровень воды в реке очень неравномерен в зависимости от времени года — весенние паводки из-за таяния снегов могут поднять реку до восьми метров, но летом она мелеет и во многих местах покрывается бродами. Растущей столице требовался более стабильный и мощный источник для забора питьевой воды и судоходства. Хотя вода из Москворецкого водопровода была признана одной из лучших в мире по качеству, Москва-река вместе с притоками значительно пострадали от активного водозабора, в пределах города она была глубиной меньше метра и загрязнялась нечистотами. Эти проблемы послужили толчком к разработке плана обводнения реки Москвы волжской водой и созданию канала Москва-Волга.

## XX век

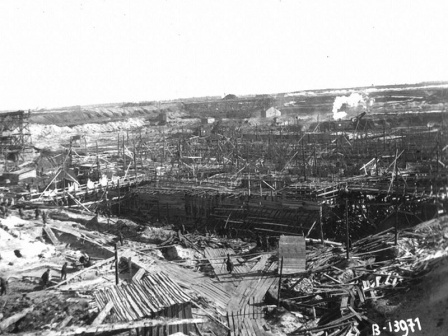
Строительство канала имени Москвы, 1932—1937

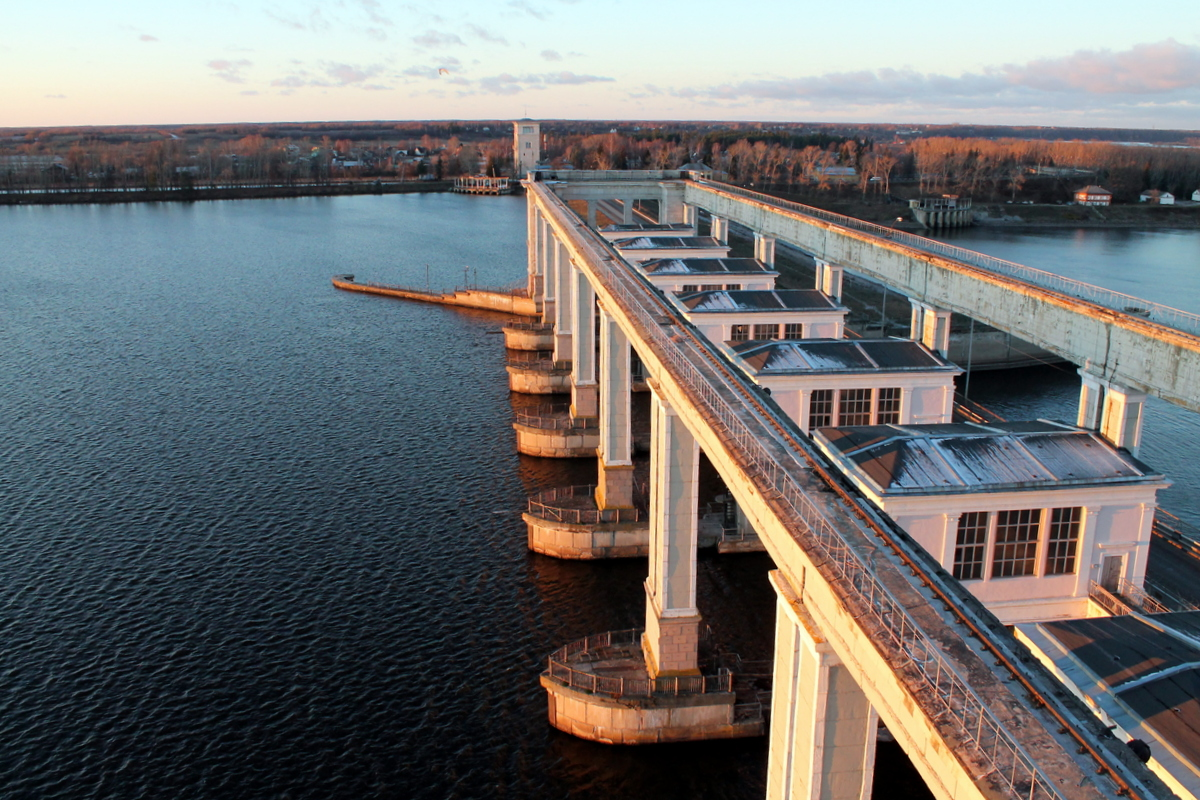
Водосбросная плотина Угличской ГЭС, 2011

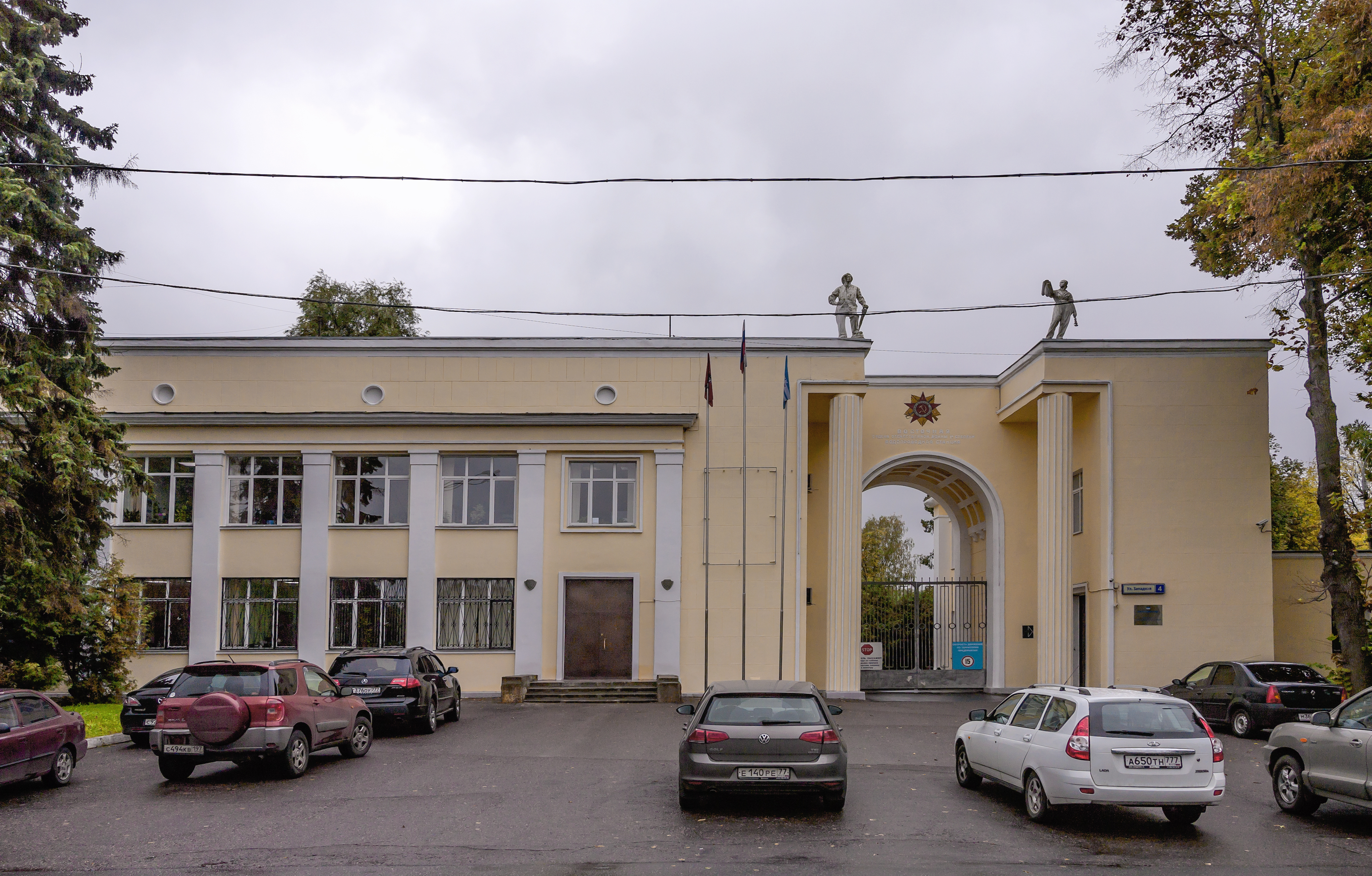
Административный корпус Восточной станции, 2016

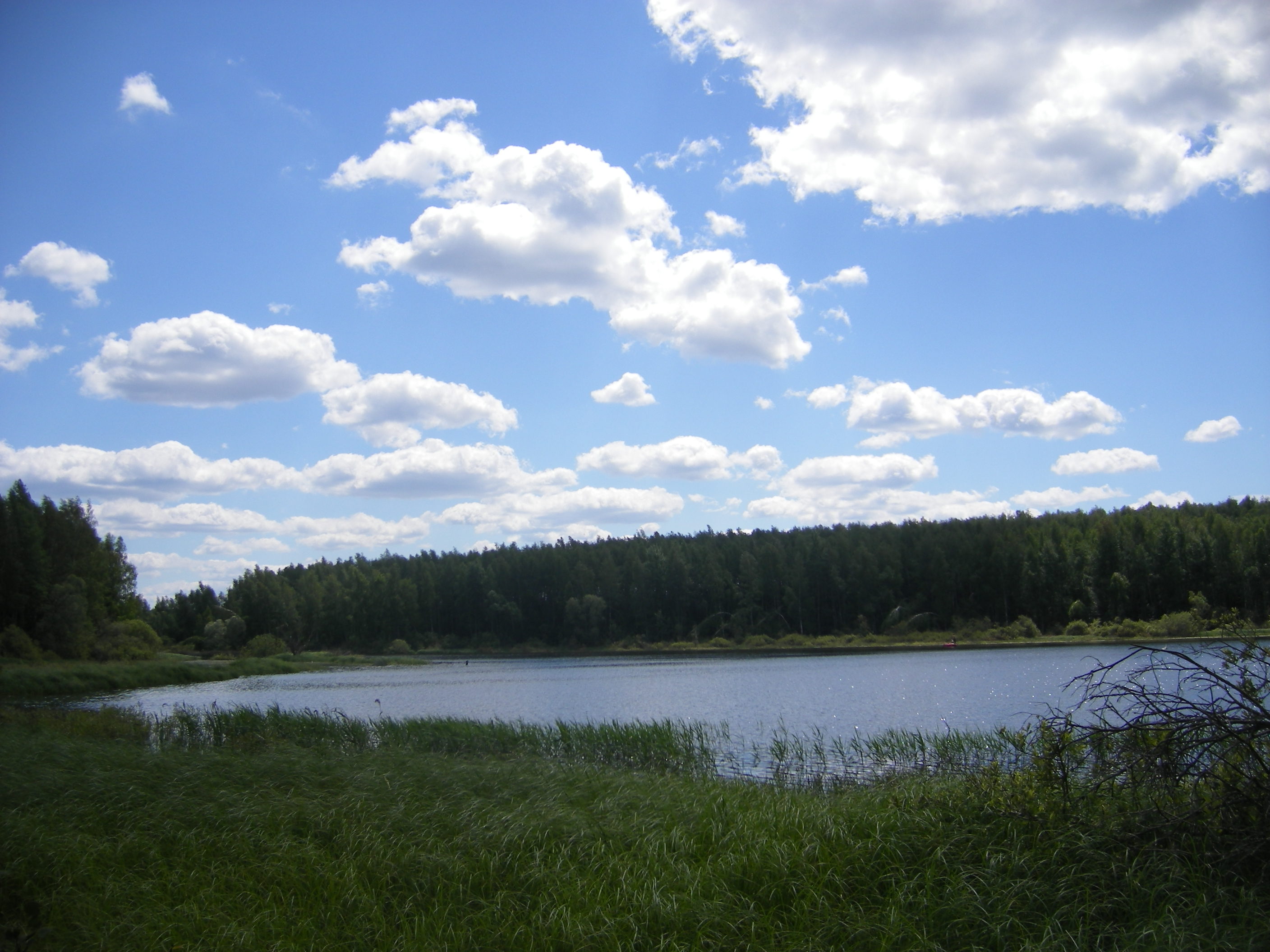
Озернинское водохранилище, 2012

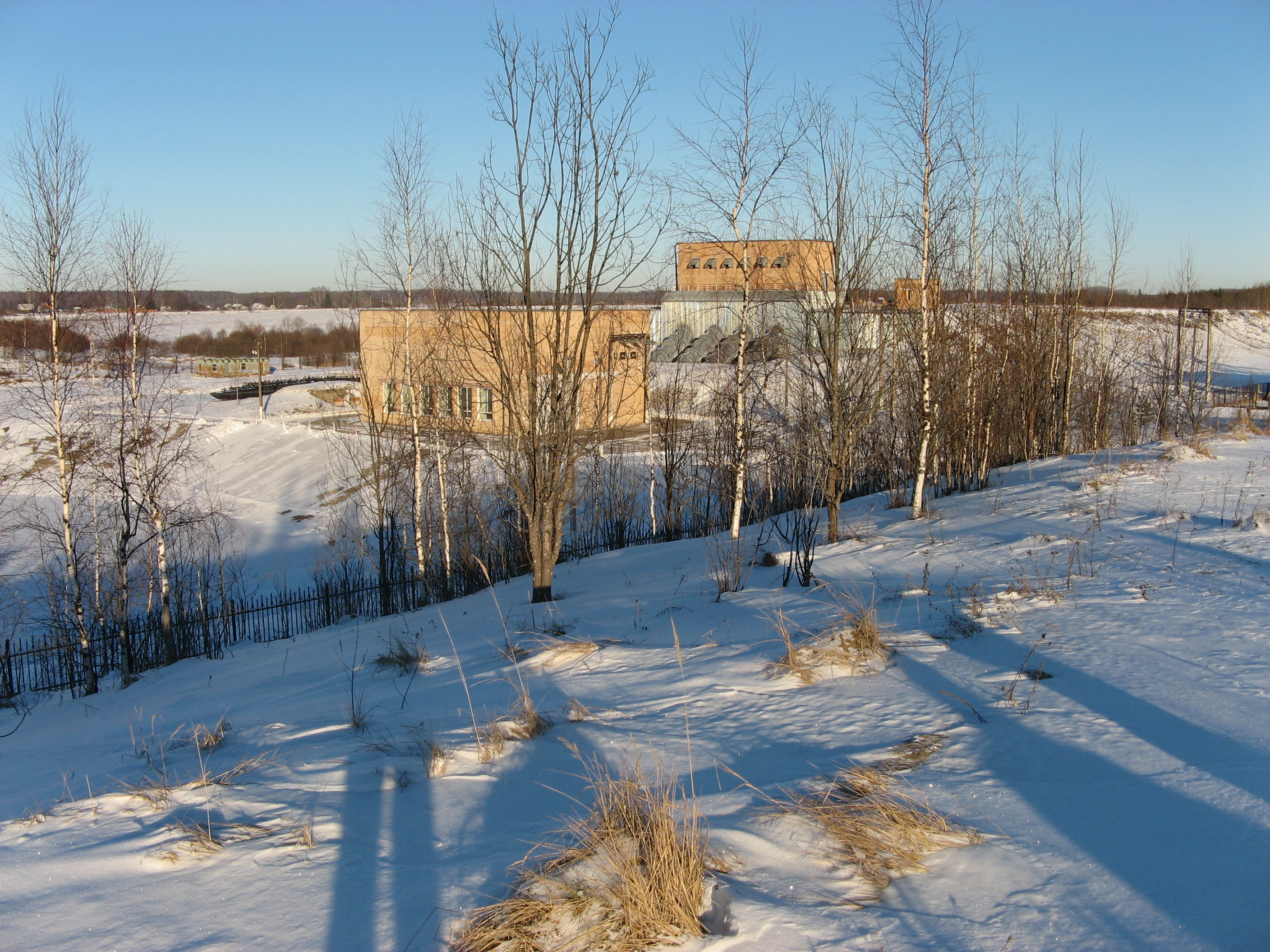
Насосная станция № 1 Вазузской гидросистемы на канале Вазуза — Яуза, 2008

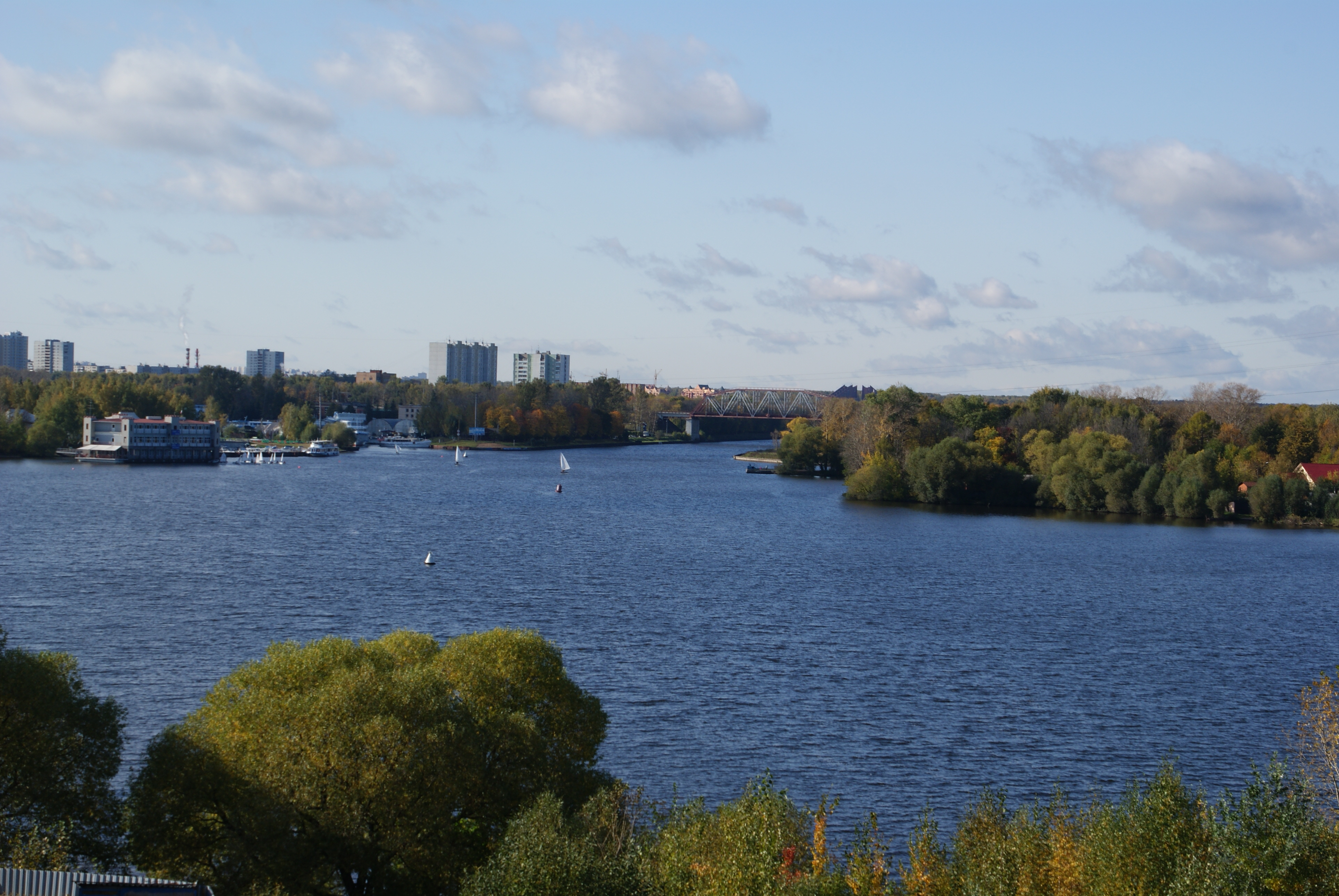
Клязьминское водохранилище у Водников, 2009

### Первая половина XX века

#### Канал имени Москвы
В 1932—1937 годах по плану второй пятилетки в Москве был построен целый комплекс гидротехнических объектов (более 240), использующих волжскую воду из канала имени Москвы. Канал был одной из «строек века» в СССР — он коренным образом изменил систему водоснабжения Москвы и сделал её «портом пяти морей». За четыре года и восемь месяцев строительства канала было проведено более 200 млн м³ земляных работ и уложено 29 млн м³ бетона, на стройке работало больше миллиона человек. Запуск канала решил сразу несколько важных задач: подачи питьевой воды в столицу, улучшения санитарного состояния рек внутри города, выработки энергии и обеспечения судоходной связи с Волгой.
В 1950 году в управление канала были переданы Угличский и Рыбинский гидроузлы, в 1958 годы — Московско-Окское бассейновое Управление пути с одноимённой гидросистемой и Тезянская шлюзованная система.

#### Восточная водопроводная станция
Восточная станция была запущена в 1937 году, до ноября 1961 года называлась «Сталинской водопроводной станцией». Её строительство не входило в общий комплекс канала Москва-Волга, поэтому неоднократно перепоручалось разным ведомствам — изначально проект вёл Моссовет, затем Москваволгострой, с конца 1937 года строительство велось самостоятельной организацией под управлением НКВД. Восточная станция была крупнейшей в стране и одной из самых больших в мире, на ней впервые в СССР была внедрена технология озонирования воды.
При постройке станции выемка земли составила 1430 тыс. м³, по территории проложено 25 км дорог, мощность установленных электродвигателей — 17500 квт. Общее число зданий и сооружений на станции — 56, объём — около 1 млн м³. По первоначальному проекту станция была рассчитана на обработку и подачу в водопроводную сеть 50 млн м³ воды в сутки, при расширении отдельных звеньев — до 60 млн м³.

### Вторая половина XX века
Гидротехническое строительство в бассейне реки Москвы в период после Второй мировой войны заключалось в основном в создании водохранилищ, причём большинство из них строились по проектам 1913—1929 годов.

#### Можайский гидроузел
Мосгидроэнергопроект вёл разработку проекта Можайского узла с 1948 года, строительство началось в 1955, а уже в 1961 году завершилось заполнение Можайского водохранилища. Изначально проект гидроузла включал создание водохранилища с многолетним регулированием стока воды и заполненностью 97-98 %, которое создало бы угрозу затопления Бородинского поля. Местом строительства был выбран створ Москва-реки у деревни Марфин-Брод. В конечном проекте Можайский гидроузел включил в свой состав ещё два водохранилища — Озёрнинское и Рузское, на них впоследствии была построена Западная водопроводная станция.
Одновременно со строительством Можайского гидроузла были созданы плотины на реке Колочь у Старого Села и на реке Бодне. Первая предназначалась для защиты Бородинского поля от затопления Можайским водохранилищем, вторая — для защиты окрестных лесных и сельскохозяйственных земель.

#### Плотины
В 1960 институт Гидропроект начал разработку планов плотин на реках Рузе и Озерне, работы по сооружению проводило Управление дорожно-мостового строительства Моссовета. Основанные на них Рузский и Озернинский узлы функционируют как единый гидротехнический комплекс, позволяющий повысить многолетнее регулирование стока с бассейна Москвы-реки. Рузское водохранилище было заполнено в 1966 году, гидроузел расположен в створе деревни Палашкино, Озёрнинское — в 1967 году, расположение гидроузла — у деревни Васильевское.
В 1963 году для повышения уровня Москвы-реки выше города была построена разборная плотина у села Петрово-Дальнее. Планировалось, что плотина будет работать с 15 мая по 1 ноября, в современности плотина не собирается и используется только как пешеходный мост в летнее время.
Самое молодое водохранилище в Подмосковье — Верхнерузское — было образовано благодаря плотине у села Черленково и заполнено в 1989 году (по другим данным — в 1987 году). Оно расположилось в верховьях Рузы и стало заключительным объектом Вазузской гидротехнической системы.

#### Вазузская гидротехническая система
Проект Вазузской Гидротехнической системы (ВГТС) был предложен институтом Гидропроект в 1959 году и одобрен исполкомом Моссовета. Строительство началось в 1971 в бассейне верхней Волги на реке Вазузе, её притоках и Рузе. ВГТС была запущена в 1977 году, в её состав вошли Зубцовский гидроузел на реке Вазузе и Кармановский гидроузел — на Яузе. До 1987 продолжали строиться вспомогательные объекты гидросистемы: три насосные станции, три перепадные ГЭС, три гидроузла, два канала общей длиной 19,4 км. В итоге площадь зеркала ВГТС составила 15740 Га (157,4 км²), общая протяжённость — более 200 км, суммарный объём воды около 0,74 км³.
ВГТС относится к Москворецкому водопроводу и используется в качестве резерва, управляется Мосводоканалом и является самой удалённой частью системы водоснабжения Москвы.

#### Северная станция
Северная водоотводная станция планировалась ещё в 1930-е годы, но из-за Великой Отечественной войны строительство сильно задержалось. Станцию начали строить в 1947 году пленные немцы, а продолжили советские заключённые, переведённые в специально созданный Марковский исправительно-трудовой лагерь. Открытие станции состоялось 12 апреля 1952.
В 2017 году Северная станция водоподготовки является крупнейшей из московских станций и ежесуточно подаёт в город 750 тыс. м³ воды, снабжая северную, северо-восточную и центральную часть города. В отличие от других городских станций, Северная работает на двух источниках воды — Клязьминском и Учинском водохранилищах, для каждого на ней построена отдельная технологическая линия.

#### Западная водопроводная станция
Западная станция водоподготовки была запущена в 1964 году, это самая молодая станция в Москве. На ней отрабатываются все новые технологии и оборудование, например именно здесь в 2006 году воду стали очищать с использованием озоносорбции и мембранного фильтрования и заменили жидкий хлор на более безопасный гипохлорит натрия. В 1964 году Западная станция подавала в Москву 175 тыс. м³ воды в сутки, за 45 лет с момента запуска её подача выросла в сто раз и сейчас она даёт городу 34 % питьевой воды. В 2012 году на Западной станции ввели в эксплуатацию новый блок водоподготовки на 250 тыс. м³ в сутки, эта вода подаётся на Коньковский регулирующий узел и обеспечивает водой около 1 млн жителей районов Теплый Стан, Ясенево, Коньково, Ломоносовский, Северное и Южное Чертаново, Бирюлёво, Северное и Южное Бутово.

## XXI век

### Развитие московского водопровода
В 2002 году на Рублевской водопроводной станции запустили первый блок сооружений с технологией доочистки воды с помощью комбинированной технологии озонирования и сорбции на активированном угле. В том же году первые заработали снегоплавные пункты, использующие тепло сточных вод для транспортировки снега на очистные станции.

### Юго-Западная водопроводная станция
Юго-Западная водопроводная станция была заложена в 2003 году и запущена в 8 ноября 2006 года, на ней впервые в России применена технология мембранной ультрафильтрации для очистки питьевой воды в промышленных масштабах. Строительство велось Австрийско-немецким консорциумом «ВТЕ Вассертехник ГмбХ» как инвестиционный проект по модели «ВООТ» («строить, владеть, эксплуатировать, передавать»). Мощность станции — 250 тыс. м³ в сутки, все технологические процессы автоматизированы и требуют небольшого количества персонала. Станция вошла в единый комплекс с Западной, а в 2017 году перешла в собственность Москвы.
В 2007 и 2013 годах Люберецкие и Курьяновские очистные сооружения стали использовать технологию ультрафиолетового обеззараживания очищенных сточных вод. Они способны отводить соответственно 3,125 и 3,0 млн м³ сточных вод ежесуточно, это один из самых высоких показателей в мире. Обработка ультрафиолетом позволяет очистить воду от патогенных бактерий и вирусов, таких как лямблии, дизентерийные амебы, холерные вибрионы, вирусы гепатита и др. Это важно для сохранения здоровья водных экосистем, потому что объём воды отводимой от Люберецких и Курьяновских очистных сооружений равен общему объёму Москвы-реки в среднем и нижнем течении.
По официальным данным, в период с 2005 по 2015 годы качество воды в городской сети значительно увеличилось, ежесуточно сотрудники Мосводоканала берут около 6 тыс. проб качества и состава воды, ещё 450 автоматических анализаторов непрерывно работают по всем основным водоисточникам. Сотрудники Мосводоканала утверждают, что водопроводную воду в столице можно пить без дополнительных очисток и фильтрации.

### Современная структура московского водопровода
По данным на 2006 год, потребление воды в Москве составляло более 4,5 млн м³ в сутки. В настоящее время водоснабжение города осуществляется из двух систем — Москворецко-Вазузской и Волжской, на них работают четыре крупнейших станций водоподготовки: Северная, Восточная, Западная, Рублевская. Источники водозабора расположены в трёх областях — Московской, Смоленской и Тверской.
В 2012 году Мосводоканал был переформирован в открытое акционерное общество, в настоящее время 100 % акций принадлежат государству. В том же году он первым из российских компаний начал реализацию принципов Киотского протокола: на Курьяновских и Люберецких очистных сооружениях построены теплоэлектростанции, работающие на биогазе от обработки канализационного осадка. Эксплуатация этих станций позволяет снизить выброс парниковых газов и дополнительно получить до 160 млн кВт/ч электроэнергии в год.
В рамках программы «Моя улица» в 2016 году Мосводоканал реконструировал 23,5 км водопроводных сетей. В начале 2017 года было проложено 25 км новых водопроводных сетей, к концу 2017 планируется довести этот показатель до 50 км.
На 2017 год структура системы водоснабжения Москвы состоит из четырёх элементов: источники для водозабора, трубопроводная сеть, системы подачи технической и хозяйственно-питьевой воды. Основными сооружениями Московского водопровода являются:
- девять гидроузлов;
- четыре станции водоподготовки;
- шесть насосных станций;
- 11 регулирующих узлов[71].

В зону действия московской сети с недавних пор вошла Новая Москва. По данным на 2017 год в новые округа поддаётся 30 тыс. м³ воды в сутки, к 2035 году планируется довести подачу до 348 тыс. м³. План развития Мосводоканала на последующие годы включает строительство 42 новых водозаборных узлов и реконструкцию 45 уже существующих, а также укладку 235 км новой водопроводной сети.

## Антропогенное влияние на речную сеть Подмосковья

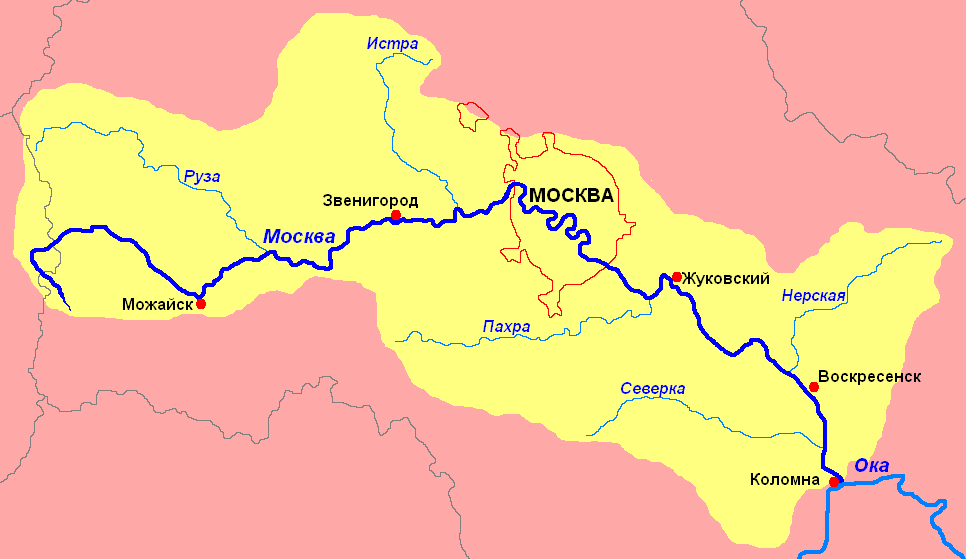
Карта Москва-реки, 2009

На территории доисторической Москвы в пределах современной черты города протекало около 150 рек и ручьёв, примерно 60 из них имели постоянный сток. Подавляющее большинство из них сейчас канализировано и засыпано. К 1960 году в городе было засыпано 700 прудов.
Первой была заключена в коллектор Неглинная, ещё Фридрих Бауэр в своём проекте Мытищинского водопровода предлагал засыпать часть её русла. В 1819 году река была окончательно убрана в коллектор и исчезла с карты города. Однако из-за инженерных просчётов она стала до пяти раз в год вызывать серьёзные наводнения в центральной части города, поэтому ещё почти сто лет трассу коллектора приходилось постоянно реконструировать.
Во второй половина XIX века началось массовое канализирование других московских рек, в основном из-за их плохого санитарного состояния. В течение этого времени под землю были убраны Кабанка, Бубна, Проток, Черторый, Сивка, Ольховец и другие.
К началу XXI века практически весь бассейн Москвы-реки вовлечён в хозяйственное использование, большинство естественных водоёмов и рек трансформированы или уничтожены.